# MTV Video Music Awards 2019
MTV Video Music Awards 2019 – trzydziesta szósta gala rozdania nagród MTV Video Music Awards, która odbyła się w poniedziałek, 26 sierpnia 2019 roku po raz pierwszy w hali widowiskowo-sportowej Prudential Center w Newark w stanie New Jersey, oraz była nadawana na kanałach MTV, MTV Music, MTV2, VH1, MTV Classic, BET, Nick at Nite, CMT, Comedy Central, Logo TV, Paramount Network, TV Land, MTV Live, BET Her i MTVU. Nominacje zostały oficjalne ogłoszone we wtorek, 23 lipca 2019 roku za pośrednictwem serwisów społecznościowych oraz platformy YouTube. Najwięcej, bo ponad dziesięć otrzymały amerykańskie piosenkarki Ariana Grande i Taylor Swift.

## Gala
| Wykonawca                                                    | Utwór |
| Przed właściwym show                                         | Przed właściwym show |
| ------------------------------------------------------------ | --- |
| Ava Max                                                      | "Torn" (acapella) "Sweet But Psycho" |
| CNCO                                                         | "De Cero" (Que Quiénes Somos) |
| Megan Thee Stallion                                          | "Hot Girl Summer" "Cash Shit" (Fever) |
| Właściwe show                                                | |
| Taylor Swift                                                 | "You Need to Calm Down" (Lover) "Lover" (Lover) |
| Shawn Mendes                                                 | "If I Can't Have You" (Shawn Mendes (Deluxe)) |
| Lizzo                                                        | "Truth Hurts" "Good as Hell" (Coconut Oil) |
| Jonas Brothers                                               | "Sucker" (Happiness Begins) "Only Human" (Happiness Begins) (na żywo z The Stone Pony w Asbury Park) |
| Lil Nas X                                                    | "Panini" (7) |
| Missy Elliott                                                | Medley - "Throw It Back" (Iconology) - "The Rain (Supa Dupa Fly)" (Supa Dupa Fly) - "Hot Boyz" (Da Real World) - "Get Ur Freak On" (Miss E... So Addictive) - "Work It" (Under Construction) - "Pass That Dutch" (This Is Not a Test!) - "Lose Control" (The Cookbook) (wraz z elementami utworu "The Cool Off" (Iconology)) |
| Shawn Mendes Camila Cabello                                  | "Señorita" (Shawn Mendes (Deluxe)) |
| Miley Cyrus                                                  | "Slide Away" |
| Rosalía Ozuna                                                | "A Ningún Hombre" (El mal querer) "Yo x Ti, Tu x Mi" "Aute Cuture" |
| H.E.R.                                                       | "Anti" |
| Normani Kordei                                               | "Motivation" |
| Big Sean A$AP Ferg                                           | "Berzerk" (Don Life) |
| J Balvin Bad Bunny                                           | "Qué Pretendes" (Oasis) |
| Queen Latifah Naughty By Nature Redman Fetty Wap Wyclef Jean | "O.P.P" (Naughty By Nature) "Trap Queen" (Up Next, Fetty Wap) "Gone Till November" (The Carnival) "No Woman, No Cry" (The Score) "U.N.I.T.Y." (Black Reign) "Hip Hip Hooray" (Naughty By Nature) |

## Nominacje
Opracowano na podstawie materiału źródłowego.

### Teledysk roku
- Taylor Swift – "You Need to Calm Down"
- 21 Savage (gościnnie J. Cole) – "A Lot"
- Billie Eilish – "Bad Guy"
- Ariana Grande – "Thank U, Next"
- Jonas Brothers – "Sucker"
- Lil Nas X (gościnnie Billy Ray Cyrus) – "Old Town Road (Remix)"

### Artysta roku[6]
- Ariana Grande
- Cardi B
- Billie Eilish
- Halsey
- Jonas Brothers
- Shawn Mendes

### Piosenka roku
- Lil Nas X (gościnnie Billy Ray Cyrus) – "Old Town Road (Remix)"
- Drake – "In My Feelings"
- Ariana Grande – "Thank U, Next"
- Jonas Brothers – "Sucker"
- Lady Gaga (gościnnie Bradley Cooper) – "Shallow"
- Taylor Swift – "You Need to Calm Down"

### Najlepszy nowy artysta
- Billie Eilish
- Ava Max
- H.E.R.
- Lil Nas X
- Lizzo
- Rosalía

### Najlepsza współpraca
- Shawn Mendes (gościnnie Camila Cabello) – "Señorita"
- Lil Nas X (gościnnie Billy Ray Cyrus) – "Old Town Road (Remix)"
- Lady Gaga (gościnnie Bradley Cooper) – "Shallow"
- Taylor Swift (gościnnie Brendon Urie) – "Me!"
- Ed Sheeran (gościnnie Justin Bieber) – "I Don’t Care"
- BTS (gościnnie Halsey) – "Boy with Luv"

### Najlepszy nowy artysta w serii Push
- Billie Eilish
- Bazzi
- CNCO
- H.E.R.
- Lauv
- Lizzo

### Najlepszy teledysk popowy
- Jonas Brothers – "Sucker"
- Ariana Grande – "Thank U, Next"
- Taylor Swift – "You Need To Calm Down"
- Khalid – "Talk"
- Billie Eilish – "Bad Guy"
- 5 Seconds of Summer – "Easier"
- Cardi B (gościnnie Bruno Mars) – "Please Me"

### Najlepszy teledysk hip hopowy
- Cardi B – "Money"
- 2 Chainz (gościnnie Ariana Grande) – "Rule The World"
- 21 Savage (gościnnie J. Cole) – "A Lot"
- DJ Khaled (gościnnie Nipsey Hussle i John Legend) – "Higher"
- Lil Nas X (gościnnie Billy Ray Cyrus) – "Old Town Road (Remix)"
- Travis Scott (gościnnie Drake) – "Sicko Mode"

### Najlepszy teledysk R&B
- Normani Kordei (gościnnie 6LACK) – "Waves"
- Anderson .Paak (gościnnie Smokey Robinson) – "Make It Better"
- Childish Gambino – "Feels Like Summer"
- H.E.R. (gościnnie Bryson Tiller) – "Could've Been"
- Alicia Keys – "Raise a Man"
- Ella Mai – "Trip"

### Najlepszy teledysk k-popowy[17]
- BTS (gościnnie Halsey) – "Boy with Luv"
- BLACKPINK – "Kill This Love"
- Monsta X (gościnnie French Montana) – "Who Do You Love"
- Tomorrow x Together – "Cat & Dog"
- NCT 127 – "Regular"
- EXO – "Tempo"

### Najlepszy teledysk latino
- Rosalía (gościnnie J Balvin i El Guincho) – "Con Altura"
- Anuel AA & Karol G – "Secreto"
- Bad Bunny (gościnnie Drake) – "Mia"
- Benny Blanco (gościnnie Selena Gomez, J Balvin i Tainy) – "I Can't Get Enough"
- Daddy Yankee (gościnnie Snow) – "Con Calma"
- Maluma – "Mala Mia"

### Najlepszy teledysk dance
- The Chainsmokers (gościnnie Bebe Rexha) – "Call You Mine"
- Clean Bandit (gościnnie Demi Lovato) – "Solo"
- DJ Snake (gościnnie Selena Gomez, Cardi B i Ozuna) – "Taki Taki"
- David Guetta (gościnnie Bebe Rexha i J Balvin) – "Say My Name"
- Marshmello (gościnnie Dan Smith (Bastille)) – "Happier"
- Silk City (Mark Ronson i Diplo) (gościnnie Dua Lipa) – "Electricity"

### Najlepszy teledysk rockowy
- Panic! at the Disco – "High Hopes"
- The 1975 – "Love It If We Made It"
- Fall Out Boy – "Bishops Knife Trick"
- Imagine Dragons – "Natural"
- Lenny Kravitz – "Low"
- Twenty One Pilots – "My Blood"

### Najlepszy teledysk ze społecznym przekazem
- Jamie N Commons i Skylar Grey (gościnnie Gallant) – "Runaway Train"
- Halsey – "Nightmare"
- The Killers – "Land of the Free"
- John Legend – "Preach"
- Lil Dicky – "Earth"
- Taylor Swift – "You Need to Calm Down"

### Najlepsza reżyseria
- Lil Nas X (gościnnie Billy Ray Cyrus) – "Old Town Road (Remix)" (Reżyser: Calmatic)
- Billie Eilish – "Bad Guy" (Reżyser: Dave Meyers)
- FKA Twigs – "Cellophane" (Reżyser: Andrew Thomas Huang)
- Ariana Grande – "Thank U, Next" (Reżyser: Hannah Lux Davis)
- LSD – "No New Friends" (Reżyser: Dano Cerny)
- Taylor Swift – "You Need to Calm Down" (Reżyserzy: Taylor Alison Swift i Drew Kirsch)

### Najlepsze efekty specjalne
- Taylor Swift (gościnnie Brendon Urie z Panic! at the Disco) – "Me!" (Efekty specjalne: Loris Paillier i Lucas Salton)
- DJ Khaled (gościnnie SZA) – "Just Us" (Efekty specjalne: GloriaFX, Sergii Mashevskyi i Anatolii Kuzmytskyi)
- Billie Eilish – "When the Party's Over" (Efekty specjalne: Bryan Fugal, Ryan Ross i Andres Jaramillo)
- FKA twigs – "Cellophane" (Efekty specjalne: Analog)
- Ariana Grande – "God Is a Woman" (Efekty specjalne: Fabrice Lagayette)
- LSD – "No New Friends" (Efekty specjalne: Ethan Chancer)

### Najlepszy montaż
- Billie Eilish – "Bad Guy" (Montażystka: Billie Eilish Pirate Baird O’Connell)
- Ariana Grande – "7 Rings" (Montażyści: Hannah Lux Davis i Taylor Walsh)
- Lil Nas X (gościnnie Billy Ray Cyrus) – "Old Town Road (Remix)" (Montażysta: Calmatic)
- Anderson .Paak (gościnnie Kendrick Lamar) – "Tints" (Montażysta: Vinnie Hobbs)
- Solange – "Almeda" (Montażyści: Solange Piaget Knowles, Vinnie Hobbs, Jonathon Proctor)
- Taylor Swift – "You Need to Calm Down" (Montażysta: Jarrett Fijal)

### Najlepsza scenografia i dekoracja wnętrz
- BTS (gościnnie Halsey) – "Boy with Luv" (Scenarzyści: JinSil Park i BoNa Kim)
- Ariana Grande – "7 Rings" (Scenarzysta: John Richoux)
- Lil Nas X (gościnnie Billy Ray Cyrus) – "Old Town Road (Remix)" (Scenarzysta: Christian Zollenkopf)
- Shawn Mendes (gościnnie Camila Cabello) – "Señorita" (Scenarzysta: Tatiana Van Sauter)
- Taylor Swift – "You Need to Calm Down" (Scenarzysta: Brittany Porter)
- Kanye West (gościnnie Lil Pump) – "I Love It" (Scenarzysta: Tino Schaedler)

### Najlepsza choreografia
- BTS (gościnnie Halsey) – "Boy with Luv" (Choreografowie: Son Sungdeuk i Quick Crew)
- FKA Twigs – "Cellophane" (Choreograf: Kelly Yvonne)
- LSD – "No New Friends" (Choreograf: Ryan Heffington)
- Shawn Mendes (gościnnie Camila Cabello) – "Señorita" (Choreograf: Calvit Hodge)
- Rosalía i J Balvin (gościnnie El Guincho) – "Con altura" (Choreograf: Charm La’Donna)
- Solange – "Almeda" (Choreografowie: Maya Taylor i Solange Piaget Knowles)

### Najlepsza kinematografia
- Billie Eilish – "Hostage" (Zdjęcia: Pau Castejón)
- Ariana Grande – "Thank U, Next" (Zdjęcia: Christopher Probst)
- Shawn Mendes (gościnnie Camila Cabello) – "Señorita" (Zdjęcia: Scott Cunningham)
- Anderson .Paak (gościnnie Kendrick Lamar) – "Tints" (Zdjęcia: Elias Talbot)
- Solange – "Almeda" (Zdjęcia: Chayse Irvin, Ryan Marie Helfant i Justin Hamilton)
- Taylor Swift (gościnnie Brendon Urie) – "Me!" (Zdjęcia: Starr Whitesides)

### Najlepsza pieśń siły
- Megan Thee Stallion (gościnnie Nicki Minaj i Ty Dolla $ign) – "Hot Girl Summer"
- Miley Cyrus – "Mother’s Daughter"
- DJ Khaled (gościnnie Cardi B and 21 Savage) – "Wish Wish"
- Ariana Grande – "7 Rings"
- Halsey – "Nightmare"
- Lizzo (gościnnie Missy Elliott) – "Tempo"
- Maren Morris – "GIRL"
- Taylor Swift – "You Need to Calm Down"

### Utwór lata
- The Chainsmokers, Bebe Rexha – "Call You Mine"
- Miley Cyrus – "Mother’s Daughter"
- DaBaby – "Suge"
- Billie Eilish – "Bad Guy"
- Ariana Grande (gościnnie Social House) – "Boyfriend"
- Jonas Brothers – "Sucker"
- Khalid – "Talk"
- Lil Nas X (gościnnie Billy Ray Cyrus) – "Old Town Road (Remix)"
- Lil Tecca – "Ransom"
- Lizzo – "Truth Hurts"
- Shawn Mendes (gościnnie Camila Cabello) – "Señorita"
- Post Malone (gościnnie Young Thug) – "Goodbyes"
- Rosalía i J Balvin (gościnnie El Guincho) – "Con altura"
- Ed Sheeran (gościnnie Justin Bieber) – "I Don’t Care"
- Taylor Swift – "You Need to Calm Down"
- Young Thug (gościnnie J. Cole i Travis Scott) – "The London"

### MTV Video Vanguard Award
- Missy Elliott[18]